# دهانه کارا
دهانه کارا (انگلیسی: Kara crater) دهانه برخوردی یک شهاب‌واره در شبه‌جزیره یوگورسکی در ناحیه خودگردان ننتس کشور روسیه است.
قطر کنونی این دهانه، که بسیار فرسوده شده، ۶۵ کیلومتر (۴۰ مایل) است، هرچند باور بر این است که قطر اصلی‌اش، پیش از فرسایش، ۱۲۰ کیلومتر (۷۵ مایل) بوده باشد. سن دهانه ۷۰٫۳ ± ۲٫۲ میلیون سال (دورهٔ کرتاسه پسین) برآورد شده است.